# Barnum Brown
Barnum Brown (ur. 12 lutego 1873 w Carbondale, zm. 5 lutego 1963 w Nowym Jorku), amerykański paleontolog.

## Życiorys
Był jednym z najsławniejszych paleontologów XX wieku, określany "ostatnim wielkim łowcą dinozaurów". W 1890 studiował na uniwersytecie w Kansas. Rozpoczynał pracę w 1897 jako asystent Henry’ego Fairfielda Osborna w Amerykańskim Muzeum Historii Naturalnej i pozostawał na tym stanowisku do 1942. Podróżował po całym świecie kolekcjonując skamieniałe kości dinozaurów i ssaków. W 1902 w południowej Montanie dokonał odkrycia, które przyniosło mu największą sławę. Wykopał pierwsze skamieniałe szczątki tyranozaura, a opisany i nazwany w 1905 roku przez Osborna. Odnalazł jeszcze dwa okazy w 1907 i 1908.
Odkrył potem jeszcze wiele rodzajów dinozaurów, a wśród nich: anchiceratopsa (1914), ankylozaura (1908), korytozaura (1914), hipakrozaura (1913), kritozaura (1910), leptoceratopsa (1914), prozaurolofa (1916), zaurolofa (1912), rodzinę Ankylosauridae (1908) oraz, wspólnie z E. M. Schlaikjerem, pachycefalozaura (1943) i dromeozaura (1922).